# Громов, Владимир Тимофеевич
Владимир Тимофеевич Громов — советский хозяйственный и государственный деятель, лауреат Государственной премии СССР за выдающиеся достижения в труде.

## Биография
Родился в 1931 году на территории современной Самарской области. Член КПСС.
Окончил Сызранский нефтяной техникум.
В 1951—1958 годах — бурильщик Русско-Реченской роторной партии, Лено-Вилюйской экспедиции, Сангарской нефтеразведки Якутского геологического управления, Кохановской конторы бурения.
В 1958—1972 годах — буровой мастер Михайловского и Дмитриевского участков, конторы разведочного бурения № 1, № 2, № 3. ПО «Куйбышевнефть».
В 1972—1989 годах — буровой мастер, мастер по сложным работам Нижневартовского управления буровых работ Главтюменнефтегаза.
За наивысшую производительность труда при добыче угля и нефти на основе эффективного использования техники и прогрессивной технологии был в составе коллектива удостоен Государственной премии СССР за выдающиеся достижения в труде 1978 года.
Жил в Нижневартовске.

## Награды
- Орден Ленина
- Орден Трудового Красного Знамени